# Patrick Smith
Patrick „Paddy“ Smith (irisch Pádraig Mac Gabhann, * 17. Juli 1901 in Cootehill, County Cavan; † 18. März 1982) war ein irischer Politiker der Sinn Féin sowie der Fianna Fáil und mehrfach Minister.

## Biografie
Smith, der als Landwirt tätig war, begann seine politische Laufbahn nach dem Ende des Irischen Bürgerkrieges und wurde 1923 als Vertreter der Sinn Féin zum Mitglied des Unterhauses (Dáil Éireann) gewählt, nahm aber aus Protest gegen die Situation nach dem Bürgerkrieg seinen Parlamentssitz nicht ein. Bei den nächsten Unterhauswahlen 1927 wurde er als Vertreter der Fianna Fáil in den Dáil Éireann gewählt und vertrat dort nach 15 Wiederwahlen bis 1977 fünfzig Jahre lang den Wahlkreis Cavan.
Am 27. Juni 1939 wurde er von Premierminister (Taoiseach) Éamon de Valera zum Parlamentarischen Sekretär beim Premierminister und beim Außenminister ernannt und damit erstmals ein Regierungsamt. Anschließend war er vom 2. Juli 1943 bis zum 31. Dezember 1946 Parlamentarischer Sekretär beim Finanzminister, ehe er zwischen dem 1. Januar und dem 21. Januar 1947 Parlamentarischer Sekretär beim Landwirtschaftsminister war.
Danach wurde er am 22. Januar 1947 im Rahmen einer Kabinettsumbildung Nachfolger des langjährigen Landwirtschaftsministers James Ryan, der wiederum Gesundheitsminister und Minister für soziale Wohlfahrt wurde. Nach der Wahlniederlage der Fianna Fáil gegen die Fine Gael schied er am 18. Juni 1948 aus der Regierung aus.
Am 13. Juni 1951 berief ihn Premierminister de Valera nach der erneuten Regierungsübernahme wieder in die Regierung, wo er bis zur erneuten Wahlniederlage am 2. Juni 1954 Minister für Lokalverwaltung war. Schließlich wurde er von de Valera auch nach dem Wahlerfolg 1957 wieder in die Regierung berufen, in der er zunächst vom 20. März bis zum 27. November 1957 Minister für Lokalverwaltung und Minister für soziale Wohlfahrt war. Danach wurde er bei einer Regierungsumbildung erneut Landwirtschaftsminister und bekleidete dieses Amt auch unter de Valeras Nachfolger Seán Lemass bis zu seinem Rücktritt am 8. Oktober 1964.
In seiner letzten Wahlperiode war er nach dem Ausscheiden von Frank Aiken von 1973 bis 1977 der letzte Politiker, der bereits seit 1923 ununterbrochen dem Unterhaus angehörte und damit inoffiziell „Father of the Dáil“. 1977 verzichtete der 76-jährige Patrick Smith auf eine erneute Kandidatur bei den Unterhauswahlen und schied aus dem Dáil aus.